# Mike Barker
Pour les articles homonymes, voir Barker.
Mike Barker, né le 29 novembre 1965, est un réalisateur britannique.

## Filmographie
- 1996 : The Tenant of Wildfell Hall (mini-série TV)
- 1997 : The James Gang
- 1999 : Un coup d'enfer (Best Laid Plans), avec Josh Brolin, Reese Witherspoon, Rocky Carroll
- 2000 : Lorna Doone (en)[1]
- 2003 : La Mort d'un roi (To Kill a King), avec Tim Roth, Rupert Everett,Dougray Scott, Olivia Williams
- 2004 : La Séductrice (A Good Woman), avec Tom Wilkinson, Helen Hunt, Scarlett Johansson
- 2007 : Le Chantage (Butterfly on a Wheel)
- 2011 : Moby Dick (téléfilm)